# Ajmalina
Ajmalina es un alcaloide que es de clase agente antiarrítmico. A menudo se utiliza para llevar a cabo los hallazgos típicos de elevaciones ST en pacientes con sospecha de padecer el síndrome de Brugada.
Salimuzzaman Siddiqui aisló el compuesto por primera vez en 1931 de las raíces de Rauwolfia serpentina. Se nombró ajmalina, en honor de Hakim Ajmal Khan, uno de los practicantes más ilustres de la medicina unani en el sur de Asia.